# RSC Anderlecht in het seizoen 2001/02
RSC Anderlecht stond in het seizoen 2001/02 voor de moeilijke opdracht om de prestaties van een seizoen eerder te bevestigen. Aimé Anthuenis ging als coach op zoek naar zijn vierde landstitel op rij, maar kon ditmaal niet meer rekenen op het spitsenduo Radzinski-Koller. Beide aanvallers waren voor grote bedragen naar het buitenland getrokken. Om de aderlating op te vangen haalde het bestuur onder meer Nenad Jestrović en Gilles De Bilde naar het Astridpark.
Anderlecht, dat voor het seizoen de supercup in de wacht sleepte, slaagde er in de competitie niet in om zijn titel te verlengen. Paars-wit moest KRC Genk en Club Brugge laten voorgaan en sloot het seizoen af op de derde plaats. In de beker werd Anderlecht al in de eerste ronde uitgeschakeld door KSC Lokeren.
In de UEFA Champions League probeerde Anderlecht de succescampagne van 2000/01 te evenaren. De Belgische kampioen werd ondergebracht in de groep van Real Madrid, AS Roma en Lokomotiv Moskou. Anderlecht speelde eerst gelijk in Rusland en hield vervolgens ook Roma op een gelijkspel. Nadien verloor het twee keer op rij van Real. Om Europees te overwinteren moest Anderlecht winnen van Lokomotiv, maar de Russen vernederden paars-wit met zware 1-5 cijfers. Op de laatste speeldag ging Anderlecht in Rome nog eens gelijkspelen.
Na het seizoen waarin Anderlecht op de supercup na geen enkele - ook geen individuele - prijs wist te veroveren, gingen de wegen van Anthuenis en Anderlecht uit elkaar.

## Spelerskern
| Nr.           | Naam                | Nationaliteit           | Geboortedatum | Vorige club                   |
| ------------- | ------------------- | ----------------------- | ------------- | ----------------------------- |
| Keepers       |                     |                         |               |                               |
| 1             | Filip De Wilde      | België                  | 05-07-1964    | 1996-1998 Sporting Portugal   |
| 23            | Zvonko Milojević    | Joegoslavië             | 30-08-1971    | 1989-1997 Rode Ster Belgrado  |
| 24            | Tristan Peersman    | België                  | 28-09-1979    | 1996-2000 SK Beveren          |
| 29            | Željko Pavlović     | Kroatië                 | 02-03-1971    | 1997-2001 LASK Linz           |
| Verdedigers   |                     |                         |               |                               |
| 2             | Aleksandar Ilić     | Joegoslavië             | 20-06-1969    | 1997-2000 Club Brugge         |
| 3             | Davy Oyen           | België                  | 17-07-1975    | 1998-1999 PSV Eindhoven       |
| 5             | Glen De Boeck       | België                  | 22-08-1971    | 1992-1995 KV Mechelen         |
| 6             | Joris Van Hout      | België                  | 10-01-1977    | 1998-2001 KV Mechelen         |
| 12            | Olivier Doll        | België                  | 09-06-1973    | 1989-1994 RFC Seraing         |
| 16            | Bertrand Crasson    | België                  | 05-10-1971    | 1996-1998 SSC Napoli          |
| 21            | Emmanuel Pirard     | België                  | 21-02-1974    | 1998-2000 RAA Louviéroise     |
| 33            | Olivier Deschacht   | België                  | 16-02-1981    | /                             |
| 34            | Lamine Traoré       | Burkina Faso            | 10-06-1982    | /                             |
| 42            | Melvin Fleur        | Nederland               | 18-02-1982    | /                             |
| Middenvelders |                     |                         |               |                               |
| 4             | Yves Vanderhaeghe   | België                  | 30-01-1970    | 1998-2000 Excelsior Moeskroen |
| 7             | Tarek El Said       | Egypte                  | 05-04-1978    | 1998-2001 Zamalek SC          |
| 10            | Walter Baseggio     | België / Italië         | 19-08-1978    | /                             |
| 11            | Alin Stoica         | Roemenië                | 24-11-1976    | 1995-1996 Steaua Boekarest    |
| 14            | Marc Hendrikx       | België                  | 02-07-1974    | 1992-1997 Lommel SK           |
| 15            | Besnik Hasi         | Albanië                 | 29-12-1971    | 1998-2000 KRC Genk            |
| 17            | Kevin Nicolay       | België                  | 06-01-1981    | /                             |
| 25            | Stijn Meert         | België                  | 06-04-1978    | 2000-2001 Sint-Truidense VV   |
| 31            | Goran Lovre         | Joegoslavië             | 23-03-1982    | /                             |
| 35            | Yasin Karaca        | Turkije / België        | 16-12-1983    | /                             |
| 37            | Junior              | België / Congo-Kinshasa | 01-06-1982    | /                             |
| Aanvallers    |                     |                         |               |                               |
| 8             | Nenad Jestrović     | Joegoslavië             | 09-05-1976    | 2000-2001 Excelsior Moeskroen |
| 9             | Ode Thompson        | Nigeria                 | 08-11-1980    | 2000-2001 KRC Harelbeke       |
| 18            | Seol Ki-Hyeon       | Zuid-Korea              | 18-01-1979    | 2000-2001 Antwerp FC          |
| 19            | Ivica Mornar        | Kroatië                 | 12-01-1974    | 1998-2001 Standard Luik       |
| 20            | Gilles De Bilde     | België                  | 09-06-1971    | 2001 Aston Villa              |
| 22            | Oleg Iachtchouk     | Oekraïne                | 26-10-1977    | 1994-1996 Nyva Ternopil       |
| 26            | Aruna Dindane       | Ivoorkust               | 26-11-1980    | 1998-2000 ASEC Abidjan        |
| 36            | Ben Mbemba          | Congo-Kinshasa          | 06-08-1982    | /                             |
| 43            | Sherjill Mac-Donald | Nederland / Suriname    | 20-11-1984    | /                             |

### Technische staf
| Functie         | Naam               | Nationaliteit |
| --------------- | ------------------ | ------------- |
| Coach           | Aimé Anthuenis     | België        |
| Assistent-coach | Franky Vercauteren | België        |
| Keeperstrainer  | Jacky Munaron      | België        |
| Team manager    | Pierre Leroy       | België        |

## Resultaten
Een overzicht van de competities waaraan Anderlecht in het seizoen 2001-2002 deelnam.
| Seizoen 2001/02  | Seizoen 2001/02 | Seizoen 2001/02                        |
| Competitie       | Resultaat       | Uitgeschakeld door / Tegenstanders     |
| ---------------- | --------------- | -------------------------------------- |
| Jupiler League   | Derde           |                                        |
| Supercup         | Winnaar         | KVC Westerlo                           |
| Beker van België | 1/16 finale     | KSC Lokeren                            |
| Champions League | Groepsfase      | Real Madrid, AS Roma, Lokomotiv Moskou |

## Uitrustingen
Shirtsponsor(s): Fortis

Sportmerk: adidas
| Thuis | Uit | Doelman |

## Transfers

### Zomer
| Naam                | Nationaliteit        | Van/naar            | Type        |
| ------------------- | -------------------- | ------------------- | ----------- |
| Inkomend            |                      |                     |             |
| Gilles De Bilde     | België               | Sheffield Wednesday | Gekocht     |
| Olivier Deschacht   | België               | RSC Anderlecht      | Eigen jeugd |
| Tarek El Said       | Egypte               | Zamalek SC          | Gekocht     |
| Melvin Fleur        | Nederland            | Ajax                | Jeugd       |
| Marc Hendrikx       | België               | Lommel SK           | Gekocht     |
| Nenad Jestrović     | Joegoslavië          | Excelsior Moeskroen | Gekocht     |
| Junior              | Congo-Kinshasa       | RSC Anderlecht      | Eigen jeugd |
| Yasin Karaca        | Turkije / België     | RSC Anderlecht      | Eigen jeugd |
| Goran Lovre         | Joegoslavië          | RSC Anderlecht      | Eigen jeugd |
| Sherjill Mac-Donald | Nederland / Suriname | Ajax                | Jeugd       |
| Ben Mbemba Mangaka  | Congo-Kinshasa       | RSC Anderlecht      | Eigen jeugd |
| Ivica Mornar        | Kroatië              | Standard Luik       | Gekocht     |
| Seol Ki-Hyeon       | Zuid-Korea           | Antwerp FC          | Gekocht     |
| Ode Thompson        | Nigeria              | KRC Harelbeke       | Gekocht     |
| Lamine Traoré       | Burkina Faso         | RSC Anderlecht      | Eigen jeugd |
| Joris Van Hout      | België               | KV Mechelen         | Gekocht     |
| Uitgaand            |                      |                     |             |
| Didier Dheedene     | België               | TSV 1860 München    | Verkocht    |
| Bart Goor           | België               | Hertha Berlijn      | Verkocht    |
| Jan Koller          | Tsjechië             | Borussia Dortmund   | Verkocht    |
| Tomasz Radzinski    | Canada / Polen       | Everton             | Verkocht    |
| Patrick van Diemen  | Nederland            | RKC Waalwijk        | Verkocht    |

### Winter
| Naam         | Nationaliteit    | Van/naar     | Type       |
| ------------ | ---------------- | ------------ | ---------- |
| Uitgaand     |                  |              |            |
| Yasin Karaca | Turkije / België | KVC Westerlo | Uitgeleend |
| Ode Thompson | Nigeria          | KVC Westerlo | Uitgeleend |

## Belgische Supercup
|                          |               |       |                                 |                                                                                |
| 4 augustus 2001 Supercup | KVC Westerlo  | 1 – 4 | RSC Anderlecht                  | 't Kuipje, Westerlo Toeschouwers: 7.500 Scheidsrechter: Paul Allaerts (België) |
| 4 augustus 2001 Supercup | Severeyns 18' |       | 52' Hendrikx 67', 71', 78' Seol | 't Kuipje, Westerlo Toeschouwers: 7.500 Scheidsrechter: Paul Allaerts (België) |

| Westerlo | Anderlecht |

| KVC Westerlo:  |    |                       |     |
|                |    |                       |     |
| GK             | 1  | Bart Deelkens         |     |
| RB             | 6  | Sidney Lammens        | 73' |
| CB             | 15 | Sadio Ba              | 67' |
| CB             | 16 | Frank Machiels        |     |
| RB             | 8  | Björn De Coninck      |     |
| RM             | 3  | Marc Schaessens       |     |
| CM             | 17 | Sammy Van den Bossche |     |
| CM             | 5  | Yves Serneels         |     |
| LM             | 20 | Bart Willemsen        | 74' |
| RF             | 11 | Francis Severeyns     |     |
| LF             | 18 | Jef Delen             | 67' |
| Wisselspelers: |    |                       |     |
|                |    |                       |     |
| CF             | 14 | Björn Smits           | 73' |
| CF             | 22 | Kevin Vandenbergh     | 67' |
| RF             | 9  | Vedran Pelic          | 74' |
| CB             | 7  | Frank Dauwen          | 67' |
| Coach:         |    |                       |     |
| Jan Ceulemans  |    |                       |     |

| RSC Anderlecht: |    |                   |            |
|                 |    |                   |            |
| GK              | 1  | Filip De Wilde    |            |
| RB              | 16 | Bertrand Crasson  | 46'        |
| CB              | 6  | Joris Van Hout    | Kreeg geel |
| CB              | 5  | Glen De Boeck     | Kreeg geel |
| LB              | 2  | Aleksandar Ilić   |            |
| RM              | 22 | Oleh Jasjtsjoek   | 46'        |
| CM              | 15 | Besnik Hasi       |            |
| CM              | 4  | Yves Vanderhaeghe |            |
| LM              | 14 | Marc Hendrikx     | 88'        |
| LF              | 19 | Ivica Mornar      | 46'        |
| RF              | 26 | Aruna Dindane     | 21'        |
| Wisselspelers:  |    |                   |            |
|                 |    |                   |            |
| RM              | 21 | Emmanuel Pirard   | 46'        |
| CF              | 20 | Gilles De Bilde   | 46'        |
| LW              | 18 | Ki-Hyeon Seol     | 46'        |
| CF              | 9  | Ode Thompson      | 88'        |
| Coach:          |    |                   |            |
| Aimé Anthuenis  |    |                   |            |

## Competitie

### Wedstrijden
| Wedstrijddetails | Thuisploeg                                                                                    | Uitslag                                         | Uitploeg                                             | Opstelling | Kaarten                                     |
| --- | --------------------------------------------------------------------------------------------- | ----------------------------------------------- | ---------------------------------------------------- | --- | ------------------------------------------- |
| Heenronde |                                                                                               |                                                 |                                                      | |                                             |
| 11 augustus 2001 20:00 Constant Vanden Stockstadion Brussel (Anderlecht) Ref.: Eric Blareau Toeschouwers: 24.961       | Anderlecht                                                                                    | 3 – 0                                           | Antwerp                                              | De Wilde Pirard (46' Mornar), Crasson, De Boeck , Ilić Jasjtsjoek, Hasi (86' El Said), Vanderhaeghe, Hendrikx Seol (46' De Bilde), Aruna 4–4–2 stopper libero Wedstrijdverslag                                                           | 44' Aruna                                   |
| 11 augustus 2001 20:00 Constant Vanden Stockstadion Brussel (Anderlecht) Ref.: Eric Blareau Toeschouwers: 24.961       | Hendrikx 47' De Bilde 55' (pen) De Bilde 63'                                                  | 1 – 0 2 – 0 3 – 0                               |                                                      | De Wilde Pirard (46' Mornar), Crasson, De Boeck , Ilić Jasjtsjoek, Hasi (86' El Said), Vanderhaeghe, Hendrikx Seol (46' De Bilde), Aruna 4–4–2 stopper libero Wedstrijdverslag                                                           | 44' Aruna                                   |
| 18 augustus 2001 20:00 Tivoli La Louvière Ref.: Eric Romain Toeschouwers: 8.500                                        | La Louvière                                                                                   | 1 – 3                                           | Anderlecht                                           | De Wilde Pirard, Crasson, De Boeck , Ilić Aruna, Hasi, Vanderhaeghe, Hendrikx Seol (46' Mornar), De Bilde (61' Jasjtsjoek) 4–4–2 stopper libero Wedstrijdverslag                                                                         | 23' Ilić                                    |
| 18 augustus 2001 20:00 Tivoli La Louvière Ref.: Eric Romain Toeschouwers: 8.500                                        | Ouédec 26'                                                                                    | 0 – 1 1 – 1 1 – 2 1 – 3                         | 11' (e.d.) Turacı 56' Aruna 69' Jasjtsjoek           | De Wilde Pirard, Crasson, De Boeck , Ilić Aruna, Hasi, Vanderhaeghe, Hendrikx Seol (46' Mornar), De Bilde (61' Jasjtsjoek) 4–4–2 stopper libero Wedstrijdverslag                                                                         | 23' Ilić                                    |
| 26 augustus 2001 20:00 Het Kiel Antwerpen (Wilrijk) Ref.: Johny Ver Eecke Toeschouwers: 10.500                         | Germinal Beerschot                                                                            | 0 – 0                                           | Anderlecht                                           | De Wilde Pirard, Crasson, De Boeck , Ilić (58' El Said) Mornar (84' Seol), Hasi, Vanderhaeghe, Hendrikx De Bilde, Aruna (89' Van Hout) 4–4–2 stopper libero Wedstrijdverslag                                                             |                                             |
| 26 augustus 2001 20:00 Het Kiel Antwerpen (Wilrijk) Ref.: Johny Ver Eecke Toeschouwers: 10.500                         |                                                                                               |                                                 |                                                      | De Wilde Pirard, Crasson, De Boeck , Ilić (58' El Said) Mornar (84' Seol), Hasi, Vanderhaeghe, Hendrikx De Bilde, Aruna (89' Van Hout) 4–4–2 stopper libero Wedstrijdverslag                                                             |                                             |
| 8 september 2001 20:00 Constant Vanden Stockstadion Brussel (Anderlecht) Ref.: Luc Huyghe Toeschouwers: 24.215         | Anderlecht                                                                                    | 3 – 3                                           | KRC Genk                                             | De Wilde Crasson , Van Hout, Ilić, Oyen Aruna (85' Thompson), Hasi (60' El Said), Vanderhaeghe, Hendrikx Seol (46' Stoica), De Bilde 4–4–2 stopper libero Wedstrijdverslag                                                               | Hasi                                        |
| 8 september 2001 20:00 Constant Vanden Stockstadion Brussel (Anderlecht) Ref.: Luc Huyghe Toeschouwers: 24.215         | Van Hout 15' Hendrikx 62' Vanderhaeghe 76'                                                    | 0 – 1 1 – 1 1 – 2 2 – 2 3 – 2 3 – 3             | 6' Dagano 33' Dagano 80' (pen) Thijs                 | De Wilde Crasson , Van Hout, Ilić, Oyen Aruna (85' Thompson), Hasi (60' El Said), Vanderhaeghe, Hendrikx Seol (46' Stoica), De Bilde 4–4–2 stopper libero Wedstrijdverslag                                                               | Hasi                                        |
| 15 september 2001 18:00 Herman Vanderpoortenstadion Lier Ref.: Eric Blareau Toeschouwers: 9.000                        | Lierse                                                                                        | 2 – 0                                           | Anderlecht                                           | De Wilde Pirard (56' Van Hout), Crasson, De Boeck , Ilić (56' El Said) Mornar, Hasi, Vanderhaeghe, Hendrikx De Bilde (59' Stoica), Aruna 4–4–2 stopper libero Wedstrijdverslag                                                           | 68' Crasson                                 |
| 15 september 2001 18:00 Herman Vanderpoortenstadion Lier Ref.: Eric Blareau Toeschouwers: 9.000                        | Frigård 46' Gadiaga 55'                                                                       | 1 – 0 2 – 0                                     |                                                      | De Wilde Pirard (56' Van Hout), Crasson, De Boeck , Ilić (56' El Said) Mornar, Hasi, Vanderhaeghe, Hendrikx De Bilde (59' Stoica), Aruna 4–4–2 stopper libero Wedstrijdverslag                                                           | 68' Crasson                                 |
| 21 december 2001 20:30 Constant Vanden Stockstadion Brussel (Anderlecht) Ref.: Frank De Bleeckere Toeschouwers: 26.361 | Anderlecht                                                                                    | 1 – 0                                           | Club Brugge                                          | De Wilde Hasi Crasson (40' Junior), Traoré, Ilić (33' Stoica) Van Hout, Vanderhaeghe, Baseggio, Hendrikx De Bilde, Aruna 4–4–2 stopper libero Wedstrijdverslag                                                                           | 72' Van Hout 81' De Bilde 82' Stoica        |
| 21 december 2001 20:30 Constant Vanden Stockstadion Brussel (Anderlecht) Ref.: Frank De Bleeckere Toeschouwers: 26.361 | Aruna 66'                                                                                     | 1 – 0                                           |                                                      | De Wilde Hasi Crasson (40' Junior), Traoré, Ilić (33' Stoica) Van Hout, Vanderhaeghe, Baseggio, Hendrikx De Bilde, Aruna 4–4–2 stopper libero Wedstrijdverslag                                                                           | 72' Van Hout 81' De Bilde 82' Stoica        |
| 30 september 2001 15:00 Pierre Cornelisstadion Aalst Ref.: Frank De Bleeckere Toeschouwers: 9.000                      | Eendracht Aalst                                                                               | 1 – 5                                           | Anderlecht                                           | De Wilde Crasson, De Boeck , Ilić, Hendrikx Vanderhaeghe, Hasi, Baseggio Stoica (74' El Said) Mornar (86' De Bilde), Aruna (84' Thompson) 4–3–1–2 Wedstrijdverslag                                                                       | 40' De Boeck                                |
| 30 september 2001 15:00 Pierre Cornelisstadion Aalst Ref.: Frank De Bleeckere Toeschouwers: 9.000                      | Van Hoyweghen 14'                                                                             | 0 – 1 1 – 1 1 – 2 1 – 3 1 – 4 1 – 5             | 11' Ilić 20' Baseggio 29' Aruna 60' Mornar 73' Aruna | De Wilde Crasson, De Boeck , Ilić, Hendrikx Vanderhaeghe, Hasi, Baseggio Stoica (74' El Said) Mornar (86' De Bilde), Aruna (84' Thompson) 4–3–1–2 Wedstrijdverslag                                                                       | 40' De Boeck                                |
| 10 oktober 2001 20:00 Constant Vanden Stockstadion Brussel (Anderlecht) Ref.: Eric Romain Toeschouwers: 24.200         | Anderlecht                                                                                    | 2 – 0                                           | KAA Gent                                             | De Wilde Crasson, De Boeck , Ilić, Hendrickx Hasi, Vanderhaeghe, Baseggio Stoica (80' Junior) Mornar (90' Thompson), Aruna (85' Seol) 4–3–1–2 Wedstrijdverslag                                                                           | 56' De Boeck 58' Stoica 87' Vanderhaeghe    |
| 10 oktober 2001 20:00 Constant Vanden Stockstadion Brussel (Anderlecht) Ref.: Eric Romain Toeschouwers: 24.200         | Baseggio 59' (pen) Baseggio 88'                                                               | 1 – 0 2 – 0                                     |                                                      | De Wilde Crasson, De Boeck , Ilić, Hendrickx Hasi, Vanderhaeghe, Baseggio Stoica (80' Junior) Mornar (90' Thompson), Aruna (85' Seol) 4–3–1–2 Wedstrijdverslag                                                                           | 56' De Boeck 58' Stoica 87' Vanderhaeghe    |
| 13 oktober 2001 20:00 Soevereinstadion Lommel Ref.: Johan Verbist Toeschouwers: 10.000                                 | Lommel                                                                                        | 2 – 2                                           | Anderlecht                                           | De Wilde Hasi, Crasson , Ilić, Hendrikx Mornar, Vanderhaeghe, Baseggio, Seol (75' Thompson) Stoica (30' Jasjtsjoek), Aruna (46' El Said) 4–4–2 stopper libero Wedstrijdverslag                                                           | 45' Aruna 89' Mornar                        |
| 13 oktober 2001 20:00 Soevereinstadion Lommel Ref.: Johan Verbist Toeschouwers: 10.000                                 | Bárányos 25' Hoefkens 53'                                                                     | 0 – 1 1 – 1 2 – 1 2 – 2                         | 13' Seol 66' Hendrikx                                | De Wilde Hasi, Crasson , Ilić, Hendrikx Mornar, Vanderhaeghe, Baseggio, Seol (75' Thompson) Stoica (30' Jasjtsjoek), Aruna (46' El Said) 4–4–2 stopper libero Wedstrijdverslag                                                           | 45' Aruna 89' Mornar                        |
| 20 oktober 2001 20:00 Constant Vanden Stockstadion Brussel (Anderlecht) Ref.: Paul Allaerts Toeschouwers: 23.101       | Anderlecht                                                                                    | 2 – 1                                           | Sporting Charleroi                                   | De Wilde Crasson, De Boeck , Ilić, El Said (77' Karaca) Jasjtsjoek, Hasi, Vanderhaeghe, Hendrikx Mornar (90' Van Hout), Aruna (69' Thompson) 4–4–2 stopper libero Wedstrijdverslag                                                       |                                             |
| 20 oktober 2001 20:00 Constant Vanden Stockstadion Brussel (Anderlecht) Ref.: Paul Allaerts Toeschouwers: 23.101       | Mornar 14' De Boeck 86'                                                                       | 1 – 0 1 – 1 2 – 1                               | 74' Rojas                                            | De Wilde Crasson, De Boeck , Ilić, El Said (77' Karaca) Jasjtsjoek, Hasi, Vanderhaeghe, Hendrikx Mornar (90' Van Hout), Aruna (69' Thompson) 4–4–2 stopper libero Wedstrijdverslag                                                       |                                             |
| 27 oktober 2001 18:00 Sclessin Luik Ref.: Luc Huyghe Toeschouwers: 20.900                                              | Standard Luik                                                                                 | 1 – 0                                           | Anderlecht                                           | De Wilde Crasson, Doll, De Boeck , Ilić Jasjtsjoek (64' Seol), Hasi, Vanderhaeghe, Hendrikx (64' Stoica) Mornar, Thompson (71' Jestrović) 4–4–2 stopper libero Wedstrijdverslag                                                          | 88' Hasi 88' Crasson                        |
| 27 oktober 2001 18:00 Sclessin Luik Ref.: Luc Huyghe Toeschouwers: 20.900                                              | Moreira 60'                                                                                   | 1 – 0                                           |                                                      | De Wilde Crasson, Doll, De Boeck , Ilić Jasjtsjoek (64' Seol), Hasi, Vanderhaeghe, Hendrikx (64' Stoica) Mornar, Thompson (71' Jestrović) 4–4–2 stopper libero Wedstrijdverslag                                                          | 88' Hasi 88' Crasson                        |
| 3 november 2001 20:00 Constant Vanden Stockstadion Brussel (Anderlecht) Ref.: Johny Ver Eecke Toeschouwers: 23.500     | Anderlecht                                                                                    | 2 – 2                                           | RWDM                                                 | De Wilde Crasson, Doll, De Boeck , Oyen Vanderhaeghe Aruna, Stoica, Baseggio, Jasjtsjoek (51' Hendrikx) Mornar (48' Seol) 4–1–4–1 Wedstrijdverslag                                                                                       | Oyen                                        |
| 3 november 2001 20:00 Constant Vanden Stockstadion Brussel (Anderlecht) Ref.: Johny Ver Eecke Toeschouwers: 23.500     | Mornar 19' Baseggio 71'                                                                       | 1 – 0 1 – 1 1 – 2 2 – 2                         | 41' Kolotilko 50' Allou                              | De Wilde Crasson, Doll, De Boeck , Oyen Vanderhaeghe Aruna, Stoica, Baseggio, Jasjtsjoek (51' Hendrikx) Mornar (48' Seol) 4–1–4–1 Wedstrijdverslag                                                                                       | Oyen                                        |
| 24 november 2001 20:00 Staaien Sint-Truiden Ref.: Jacky Quaranta Toeschouwers: 11.500                                  | STVV                                                                                          | 0 – 2                                           | Anderlecht                                           | De Wilde Crasson , Van Hout, Doll, Ilić Aruna (90' Jasjtsjoek), Vanderhaeghe, Baseggio, Hendrikx De Bilde (62' Stoica), Seol 4–4–2 stopper libero Wedstrijdverslag                                                                       | 36' Aruna 46' Seol 66' Doll                 |
| 24 november 2001 20:00 Staaien Sint-Truiden Ref.: Jacky Quaranta Toeschouwers: 11.500                                  |                                                                                               | 0 – 1 0 – 2                                     | 51' Seol 62' Seol                                    | De Wilde Crasson , Van Hout, Doll, Ilić Aruna (90' Jasjtsjoek), Vanderhaeghe, Baseggio, Hendrikx De Bilde (62' Stoica), Seol 4–4–2 stopper libero Wedstrijdverslag                                                                       | 36' Aruna 46' Seol 66' Doll                 |
| 1 december 2001 20:00 Constant Vanden Stockstadion Brussel (Anderlecht) Ref.: Johan Verbist Toeschouwers: 23.100       | Anderlecht                                                                                    | 4 – 2                                           | Excelsior Moeskroen                                  | De Wilde Van Hout, Crasson (14' Traoré), Doll, Ilić Mornar, Vanderhaeghe, Baseggio, Hendrikx (46' Stoica) De Bilde, Seol (46' Aruna) 4–4–2 stopper libero Wedstrijdverslag                                                               | 45' Van Hout 63' Baseggio                   |
| 1 december 2001 20:00 Constant Vanden Stockstadion Brussel (Anderlecht) Ref.: Johan Verbist Toeschouwers: 23.100       | Mornar 48' Ilić 60' Aruna 68' Stoica 90'                                                      | 0 – 1 1 – 1 2 – 1 3 – 1 3 – 2 4 – 2             | 27' Ban 77' Ban                                      | De Wilde Van Hout, Crasson (14' Traoré), Doll, Ilić Mornar, Vanderhaeghe, Baseggio, Hendrikx (46' Stoica) De Bilde, Seol (46' Aruna) 4–4–2 stopper libero Wedstrijdverslag                                                               | 45' Van Hout 63' Baseggio                   |
| 8 december 2001 20:00 't Kuipje Westerlo Ref.: Luc Huyghe Toeschouwers: 9.000                                          | KVC Westerlo                                                                                  | 1 – 2                                           | Anderlecht                                           | De Wilde Van Hout, Crasson (46' Traoré), Hasi, Ilić Mornar (83' Junior), Vanderhaeghe, Baseggio, Hendrikx De Bilde (75' Seol), Aruna 4–4–2 stopper libero Wedstrijdverslag                                                               | 85' Baseggio                                |
| 8 december 2001 20:00 't Kuipje Westerlo Ref.: Luc Huyghe Toeschouwers: 9.000                                          | Schaessens 78'                                                                                | 0 – 1 0 – 2 1 – 2                               | 55' Van Hout 60' De Bilde                            | De Wilde Van Hout, Crasson (46' Traoré), Hasi, Ilić Mornar (83' Junior), Vanderhaeghe, Baseggio, Hendrikx De Bilde (75' Seol), Aruna 4–4–2 stopper libero Wedstrijdverslag                                                               | 85' Baseggio                                |
| 28 november 2001 20:00 Constant Vanden Stockstadion Brussel (Anderlecht) Ref.: Pieter Vandevenne Toeschouwers: 22.514  | Anderlecht                                                                                    | 0 – 0                                           | Lokeren SNW                                          | De Wilde Van Hout, Crasson , Doll, Ilić Mornar, Baseggio, Vanderhaeghe, Hendrikx (70' Jasjtsjoek) De Bilde (57' Stoica), Seol 4–4–2 stopper libero Wedstrijdverslag                                                                      |                                             |
| 28 november 2001 20:00 Constant Vanden Stockstadion Brussel (Anderlecht) Ref.: Pieter Vandevenne Toeschouwers: 22.514  | Baseggio 30'                                                                                  |                                                 |                                                      | De Wilde Van Hout, Crasson , Doll, Ilić Mornar, Baseggio, Vanderhaeghe, Hendrikx (70' Jasjtsjoek) De Bilde (57' Stoica), Seol 4–4–2 stopper libero Wedstrijdverslag                                                                      |                                             |
| 18 december 2001 20:00 Freethielstadion Beveren-Waas Ref.: Eric Romain Toeschouwers: 6.000                             | KSK Beveren                                                                                   | 1 – 4                                           | Anderlecht                                           | De Wilde Hasi Crasson (83' Deschacht), Traoré Van Hout, Vanderhaeghe, Baseggio, Hendrikx Aruna (85' Seol), De Bilde, Mornar (58' Jasjtsjoek) 3–4–3 vlak Wedstrijdverslag                                                                 | 86' Deschacht                               |
| 18 december 2001 20:00 Freethielstadion Beveren-Waas Ref.: Eric Romain Toeschouwers: 6.000                             | Danilevičius 74'                                                                              | 0 – 1 0 – 2 0 – 3 0 – 4 1 – 4                   | 2' De Bilde 24' Aruna 28' Hendrikx 32' Mornar        | De Wilde Hasi Crasson (83' Deschacht), Traoré Van Hout, Vanderhaeghe, Baseggio, Hendrikx Aruna (85' Seol), De Bilde, Mornar (58' Jasjtsjoek) 3–4–3 vlak Wedstrijdverslag                                                                 | 86' Deschacht                               |
| Terugronde |                                                                                               |                                                 |                                                      | |                                             |
| 13 januari 2002 15:00 Bosuilstadion Antwerpen (Deurne) Ref.: Johan Verbist Toeschouwers: 9.000                         | Antwerp                                                                                       | 2 – 2                                           | Anderlecht                                           | De Wilde Hasi Crasson , Deschacht (46' Doll), Hendrikx Van Hout (46' Jestrović), Vanderhaeghe, Baseggio, Stoica (88' MacDonald) De Bilde, Mornar 4–4–2 stopper libero Wedstrijdverslag                                                   | Van Hout Doll Stoica                        |
| 13 januari 2002 15:00 Bosuilstadion Antwerpen (Deurne) Ref.: Johan Verbist Toeschouwers: 9.000                         | Goots 21' Goots 80'                                                                           | 1 – 0 1 – 1 1 – 2 2 – 2                         | 47' Crasson 77' Jestrović                            | De Wilde Hasi Crasson , Deschacht (46' Doll), Hendrikx Van Hout (46' Jestrović), Vanderhaeghe, Baseggio, Stoica (88' MacDonald) De Bilde, Mornar 4–4–2 stopper libero Wedstrijdverslag                                                   | Van Hout Doll Stoica                        |
| 19 januari 2002 20:00 Constant Vanden Stockstadion Brussel (Anderlecht) Ref.: Peter Jordens Toeschouwers: 16.000       | Anderlecht                                                                                    | 5 – 2                                           | La Louvière                                          | De Wilde Hasi Crasson , Doll, Hendrikx Junior, Vanderhaeghe (86' De Boeck), Baseggio, De Bilde Mornar (84' Lovre), Jestrović (76' MacDonald) 4–4–2 stopper libero Wedstrijdverslag                                                       |                                             |
| 19 januari 2002 20:00 Constant Vanden Stockstadion Brussel (Anderlecht) Ref.: Peter Jordens Toeschouwers: 16.000       | Jestrović 9' Crasson 42' Hasi 48' De Bilde 55' De Bilde 74'                                   | 1 – 0 1 – 1 2 – 1 3 – 1 4 – 1 5 – 1 5 – 2       | 40' Ouédec 76' Tilmant                               | De Wilde Hasi Crasson , Doll, Hendrikx Junior, Vanderhaeghe (86' De Boeck), Baseggio, De Bilde Mornar (84' Lovre), Jestrović (76' MacDonald) 4–4–2 stopper libero Wedstrijdverslag                                                       |                                             |
| 25 januari 2002 20:30 Constant Vanden Stockstadion Brussel (Anderlecht) Ref.: Philippe Flament Toeschouwers: 23.349    | Anderlecht                                                                                    | 1 – 0                                           | Germinal Beerschot                                   | De Wilde Hasi Crasson , Doll Junior, Vanderhaeghe, Baseggio, Hendrikx Mornar, Jestrović (75' Stoica), De Bilde 3–4–3 vlak Wedstrijdverslag                                                                                               | 30' Doll 66' Vanderhaeghe 69' De Wilde      |
| 25 januari 2002 20:30 Constant Vanden Stockstadion Brussel (Anderlecht) Ref.: Philippe Flament Toeschouwers: 23.349    | Baseggio 86'                                                                                  | 1 – 0                                           |                                                      | De Wilde Hasi Crasson , Doll Junior, Vanderhaeghe, Baseggio, Hendrikx Mornar, Jestrović (75' Stoica), De Bilde 3–4–3 vlak Wedstrijdverslag                                                                                               | 30' Doll 66' Vanderhaeghe 69' De Wilde      |
| 13 maart 2002 15:00 Fenixstadion Genk Ref.: Frank De Bleeckere Toeschouwers: 23.557                                    | KRC Genk                                                                                      | 1 – 1                                           | Anderlecht                                           | De Wilde Hasi Crasson, Doll, De Boeck , Deschacht Vanderhaeghe, Stoica, Baseggio Aruna, Seol 3–5–2 Wedstrijdverslag | 66' Vanderhaeghe                            |
| 13 maart 2002 15:00 Fenixstadion Genk Ref.: Frank De Bleeckere Toeschouwers: 23.557                                    | Thijs 37'                                                                                     | 1 – 0 1 – 1                                     | 45' (pen) Baseggio                                   | De Wilde Hasi Crasson, Doll, De Boeck , Deschacht Vanderhaeghe, Stoica, Baseggio Aruna, Seol 3–5–2 Wedstrijdverslag | 66' Vanderhaeghe                            |
| 9 februari 2002 20:00 Constant Vanden Stockstadion Brussel (Anderlecht) Ref.: Eric Blareau Toeschouwers: 23.343        | Anderlecht                                                                                    | 7 – 1                                           | Lierse                                               | De Wilde Crasson, Traoré (79' Van Hout), De Boeck , Hendrikx Junior, Hasi, Baseggio, De Bilde (74' MacDonald) Aruna, Jestrović (55' Stoica) 4–4–2 stopper libero Wedstrijdverslag                                                        | 16' Crasson                                 |
| 9 februari 2002 20:00 Constant Vanden Stockstadion Brussel (Anderlecht) Ref.: Eric Blareau Toeschouwers: 23.343        | Mardulier 2' (e.d.) De Bilde 32' Aruna 59' De Bilde 61' Stoica 72' (pen) Stoica 75' Aruna 89' | 1 – 0 2 – 0 2 – 1 3 – 1 4 – 1 5 – 1 6 – 1 7 – 1 | 50' Sels                                             | De Wilde Crasson, Traoré (79' Van Hout), De Boeck , Hendrikx Junior, Hasi, Baseggio, De Bilde (74' MacDonald) Aruna, Jestrović (55' Stoica) 4–4–2 stopper libero Wedstrijdverslag                                                        | 16' Crasson                                 |
| 17 februari 2002 20:00 Jan Breydelstadion Brugge (Sint-Andries) Ref.: Paul Allaerts Toeschouwers: 25.500               | Club Brugge                                                                                   | 1 – 0                                           | Anderlecht                                           | De Wilde De Boeck Junior, Doll, Traoré, Hendrikx (87' Jestrović) Hasi, Vanderhaeghe, Baseggio Aruna (60' Mornar), De Bilde (80' Seol) 3–5–2 Wedstrijdverslag                                                                             | 43' Aruna 61' Hendrikx 79' Traoré 90' Hasi  |
| 17 februari 2002 20:00 Jan Breydelstadion Brugge (Sint-Andries) Ref.: Paul Allaerts Toeschouwers: 25.500               | Simons 85' (pen)                                                                              | 1 – 0                                           |                                                      | De Wilde De Boeck Junior, Doll, Traoré, Hendrikx (87' Jestrović) Hasi, Vanderhaeghe, Baseggio Aruna (60' Mornar), De Bilde (80' Seol) 3–5–2 Wedstrijdverslag                                                                             | 43' Aruna 61' Hendrikx 79' Traoré 90' Hasi  |
| 23 februari 2002 20:00 Constant Vanden Stockstadion Brussel (Anderlecht) Ref.: Claude Bourdouxhe Toeschouwers: 23.500  | Anderlecht                                                                                    | 3 – 1                                           | Eendracht Aalst                                      | De Wilde Crasson (46' Jestrović), Doll, De Boeck , Traoré (65' Hendrikx) Vanderhaeghe, Hasi, Baseggio Stoica Mornar (23' MacDonald), De Bilde 4–3–1–2 [4–4–2 met Stoica rechtshalf en De Bilde linkshalf in 46'] Wedstrijdverslag        |                                             |
| 23 februari 2002 20:00 Constant Vanden Stockstadion Brussel (Anderlecht) Ref.: Claude Bourdouxhe Toeschouwers: 23.500  | Mornar 9' Baseggio 71' Jestrović 74' (pen)                                                    | 1 – 0 1 – 1 2 – 1 3 – 1                         | 18' Stojak                                           | De Wilde Crasson (46' Jestrović), Doll, De Boeck , Traoré (65' Hendrikx) Vanderhaeghe, Hasi, Baseggio Stoica Mornar (23' MacDonald), De Bilde 4–3–1–2 [4–4–2 met Stoica rechtshalf en De Bilde linkshalf in 46'] Wedstrijdverslag        |                                             |
| 3 maart 2002 13:00 Jules Ottenstadion Gent (Gentbrugge) Ref.: Luc Huyghe Toeschouwers: 10.500                          | KAA Gent                                                                                      | 2 – 2                                           | Anderlecht                                           | De Wilde Hasi, Doll, De Boeck , Crasson Aruna, Vanderhaeghe, Baseggio, Stoica Jestrović (82' MacDonald), De Bilde 4–4–2 stopper libero Wedstrijdverslag                                                                                  | 35' Jestrović 38' Baseggio 69' Vanderhaeghe |
| 3 maart 2002 13:00 Jules Ottenstadion Gent (Gentbrugge) Ref.: Luc Huyghe Toeschouwers: 10.500                          | Schepens 59' Oyawolé 61'                                                                      | 0 – 1 1 – 1 2 – 1 2 – 2                         | 43' Baseggio 64' Aruna                               | De Wilde Hasi, Doll, De Boeck , Crasson Aruna, Vanderhaeghe, Baseggio, Stoica Jestrović (82' MacDonald), De Bilde 4–4–2 stopper libero Wedstrijdverslag                                                                                  | 35' Jestrović 38' Baseggio 69' Vanderhaeghe |
| 9 maart 2002 20:00 Constant Vanden Stockstadion Brussel (Anderlecht) Ref.: Jacky Quaranta Toeschouwers: 21.000         | Anderlecht                                                                                    | 2 – 0                                           | Lommel                                               | De Wilde Crasson , Doll, Hasi, Deschacht Aruna, Vanderhaeghe, Stoica (84' Junior), El Said Jestrović (72' Seol), De Bilde (88' MacDonald) 4–4–2 stopper libero Wedstrijdverslag                                                          | 15' De Bilde 58' Stoica                     |
| 9 maart 2002 20:00 Constant Vanden Stockstadion Brussel (Anderlecht) Ref.: Jacky Quaranta Toeschouwers: 21.000         | De Bilde 11' Stoica 61'                                                                       | 1 – 0 2 – 0                                     |                                                      | De Wilde Crasson , Doll, Hasi, Deschacht Aruna, Vanderhaeghe, Stoica (84' Junior), El Said Jestrović (72' Seol), De Bilde (88' MacDonald) 4–4–2 stopper libero Wedstrijdverslag                                                          | 15' De Bilde 58' Stoica                     |
| 16 maart 2002 18:00 Mambourg Charleroi Ref.: Johan Verbist Toeschouwers: 15.105                                        | Sporting Charleroi                                                                            | 1 – 1                                           | Anderlecht                                           | De Wilde Crasson , Traoré (61' Jestrović), Doll, Deschacht Hasi, Vanderhaeghe, Baseggio Stoica (79' Seol) Aruna, De Bilde 4–3–1–2 Wedstrijdverslag                                                                                       | De Bilde                                    |
| 16 maart 2002 18:00 Mambourg Charleroi Ref.: Johan Verbist Toeschouwers: 15.105                                        | Rojas 57'                                                                                     | 0 – 1 1 – 1                                     | 51' De Bilde                                         | De Wilde Crasson , Traoré (61' Jestrović), Doll, Deschacht Hasi, Vanderhaeghe, Baseggio Stoica (79' Seol) Aruna, De Bilde 4–3–1–2 Wedstrijdverslag                                                                                       | De Bilde                                    |
| 22 maart 2002 20:30 Constant Vanden Stockstadion Brussel (Anderlecht) Ref.: Luc Huyghe Toeschouwers: 25.932            | Anderlecht                                                                                    | 0 – 0                                           | Standard Luik                                        | De Wilde Hasi Crasson, Doll (80' Hendrikx), De Boeck , Deschacht Vanderhaeghe, Stoica, Baseggio De Bilde (83' Seol), Aruna (75' Jestrović) 3–5–2 [4–4–2 met Stoica rechtshalf en Hendrickx linkshalf in 80'] Wedstrijdverslag            |                                             |
| 22 maart 2002 20:30 Constant Vanden Stockstadion Brussel (Anderlecht) Ref.: Luc Huyghe Toeschouwers: 25.932            |                                                                                               |                                                 |                                                      | De Wilde Hasi Crasson, Doll (80' Hendrikx), De Boeck , Deschacht Vanderhaeghe, Stoica, Baseggio De Bilde (83' Seol), Aruna (75' Jestrović) 3–5–2 [4–4–2 met Stoica rechtshalf en Hendrickx linkshalf in 80'] Wedstrijdverslag            |                                             |
| 1 april 2002 20:00 Edmond Machtensstadion Brussel (Molenbeek) Ref.: Eric Blareau Toeschouwers: 12.000                  | RWDM                                                                                          | 2 – 3                                           | Anderlecht                                           | De Wilde Crasson, Hasi, De Boeck , Deschacht (53' Hendrikx) Aruna, Vanderhaeghe, Baseggio, Stoica (84' Junior) Seol, De Bilde (89' MacDonald) 4–4–2 stopper libero Wedstrijdverslag                                                      | 31' Aruna 58' De Bilde                      |
| 1 april 2002 20:00 Edmond Machtensstadion Brussel (Molenbeek) Ref.: Eric Blareau Toeschouwers: 12.000                  | 44' (pen) Fassotte 50' Origi                                                                  | 0 – 1 1 – 1 2 – 1 2 – 2 2 – 3                   | 14' Stoica 57' Stoica 72' Hendrikx                   | De Wilde Crasson, Hasi, De Boeck , Deschacht (53' Hendrikx) Aruna, Vanderhaeghe, Baseggio, Stoica (84' Junior) Seol, De Bilde (89' MacDonald) 4–4–2 stopper libero Wedstrijdverslag                                                      | 31' Aruna 58' De Bilde                      |
| 6 april 2002 20:00 Constant Vanden Stockstadion Brussel (Anderlecht) Ref.: Johny Ver Eecke Toeschouwers: 23.921        | Anderlecht                                                                                    | 0 – 2                                           | STVV                                                 | De Wilde Hasi Crasson, De Boeck , Deschacht (51' Hendrikx) Aruna, Vanderhaeghe, Baseggio, Stoica Seol (59' MacDonald), De Bilde 4–4–2 stopper libero [3–5–2 offensief in 51'] Wedstrijdverslag                                           | 55' Stoica 83' Aruna                        |
| 6 april 2002 20:00 Constant Vanden Stockstadion Brussel (Anderlecht) Ref.: Johny Ver Eecke Toeschouwers: 23.921        |                                                                                               | 0 – 1 0 – 2                                     | 79' Mbonabucya 90' Vangeel                           | De Wilde Hasi Crasson, De Boeck , Deschacht (51' Hendrikx) Aruna, Vanderhaeghe, Baseggio, Stoica Seol (59' MacDonald), De Bilde 4–4–2 stopper libero [3–5–2 offensief in 51'] Wedstrijdverslag                                           | 55' Stoica 83' Aruna                        |
| 14 april 2002 20:00 Le Cannonier Moeskroen Ref.: Johan Verbist Toeschouwers: 12.500                                    | Excelsior Moeskroen                                                                           | 1 – 1                                           | Anderlecht                                           | De Wilde Hasi Crasson, De Boeck , Deschacht Stoica (70' Mornar), Vanderhaeghe, Baseggio, Hendrikx Aruna, De Bilde (90' Junior) 4–4–2 stopper libero Wedstrijdverslag                                                                     | 36' De Bilde                                |
| 14 april 2002 20:00 Le Cannonier Moeskroen Ref.: Johan Verbist Toeschouwers: 12.500                                    | Żewłakow 33'                                                                                  | 0 – 1 1 – 1                                     | 7' De Bilde                                          | De Wilde Hasi Crasson, De Boeck , Deschacht Stoica (70' Mornar), Vanderhaeghe, Baseggio, Hendrikx Aruna, De Bilde (90' Junior) 4–4–2 stopper libero Wedstrijdverslag                                                                     | 36' De Bilde                                |
| 20 april 2002 20:00 Constant Vanden Stockstadion Brussel (Anderlecht) Ref.: Frank De Bleeckere Toeschouwers: 23.063    | Anderlecht                                                                                    | 3 – 3                                           | KVC Westerlo                                         | De Wilde Hasi Crasson, De Boeck , Deschacht (73' Traoré), Hendrikx Vanderhaeghe, Baseggio, El Said Aruna, Mornar (59' MacDonald) 3–5–2 Wedstrijdverslag                                                                                  | 15' Deschacht                               |
| 20 april 2002 20:00 Constant Vanden Stockstadion Brussel (Anderlecht) Ref.: Frank De Bleeckere Toeschouwers: 23.063    | Mornar 10' Baseggio 24' El Said 68'                                                           | 1 – 0 1 – 1 2 – 1 2 – 2 3 – 2 3 – 3             | 21' Vandenbergh 27' Smits 83' Pelić                  | De Wilde Hasi Crasson, De Boeck , Deschacht (73' Traoré), Hendrikx Vanderhaeghe, Baseggio, El Said Aruna, Mornar (59' MacDonald) 3–5–2 Wedstrijdverslag                                                                                  | 15' Deschacht                               |
| 28 april 2002 15:00 Daknamstadion Lokeren (Daknam) Ref.: Luc Huyghe Toeschouwers: 6.500                                | Lokeren SNW                                                                                   | 0 – 1                                           | Anderlecht                                           | De Wilde Hasi Crasson (83' Junior), De Boeck , Deschacht, Hendrikx Vanderhaeghe, Baseggio, El Said (68' Mornar) Aruna (76' MacDonald), De Bilde 3–5–2 [4–4–2 libero met Mornar rechtshalf en Hendrikx linkshalf in 68'] Wedstrijdverslag | De Boeck Vanderhaeghe                       |
| 28 april 2002 15:00 Daknamstadion Lokeren (Daknam) Ref.: Luc Huyghe Toeschouwers: 6.500                                |                                                                                               | 0 – 1                                           | 85' MacDonald                                        | De Wilde Hasi Crasson (83' Junior), De Boeck , Deschacht, Hendrikx Vanderhaeghe, Baseggio, El Said (68' Mornar) Aruna (76' MacDonald), De Bilde 3–5–2 [4–4–2 libero met Mornar rechtshalf en Hendrikx linkshalf in 68'] Wedstrijdverslag | De Boeck Vanderhaeghe                       |
| 5 mei 2002 15:00 Constant Vanden Stockstadion Brussel (Anderlecht) Ref.: Eric Romain Toeschouwers: 22.762              | Anderlecht                                                                                    | 3 – 0                                           | KSK Beveren                                          | De Wilde Hendrikx, Hasi (65' Traoré), De Boeck , Deschacht Junior Mornar (46' MacDonald), Baseggio, El Said (70' Fleur), Aruna De Bilde 4–1–4–1 Wedstrijdverslag                                                                         | 75' Hendrikx                                |
| 5 mei 2002 15:00 Constant Vanden Stockstadion Brussel (Anderlecht) Ref.: Eric Romain Toeschouwers: 22.762              | Hendrikx 2' Baseggio 24' Aruna 39'                                                            | 1 – 0 2 – 0 3 – 0                               |                                                      | De Wilde Hendrikx, Hasi (65' Traoré), De Boeck , Deschacht Junior Mornar (46' MacDonald), Baseggio, El Said (70' Fleur), Aruna De Bilde 4–1–4–1 Wedstrijdverslag                                                                         | 75' Hendrikx                                |

| ANT (thuis) | LaL (uit) | GBA (uit) | GNK (thuis) | LIE (uit) | CLUB (thuis) | AAL (uit) | GNT (thuis) | LOM (uit) | CHA (thuis) |

| STA (uit) | RWDM (thuis) | STVV (uit) | MOE (thuis) | WES (uit) | LOK (thuis) | BEV (uit) | ANT (uit) | LaL (thuis) | GBA (thuis) |

| GNK (uit) | LIE (thuis) | CLUB (uit) | AAL (thuis) | GNT (uit) | LOM (thuis) | CHA (uit) | STA (thuis) | RWDM (uit) | STVV (thuis) |

| MOE (uit) | WES (thuis) | LOK (uit) | BEV (thuis) |

### Overzicht
| Speeldag  | 1 | 2 | 3 | 4 | 5 | 6  | 7  | 8  | 9  | 10 | 11 | 12 | 13 | 14 | 15 | 16 | 17 | 18 | 19 | 20 | 21 | 22 | 23 | 24 | 25 | 26 | 27 | 28 | 29 | 30 | 31 | 32 | 33 | 34 |
| --------- | - | - | - | - | - | -- | -- | -- | -- | -- | -- | -- | -- | -- | -- | -- | -- | -- | -- | -- | -- | -- | -- | -- | -- | -- | -- | -- | -- | -- | -- | -- | -- | -- |
| Resultaat | w | w | g | g | v | w  | w  | g  | w  | v  | g  | w  | g  | w  | w  | w  | w  | g  | w  | w  | w  | v  | w  | g  | w  | g  | g  | g  | w  | v  | g  | g  | w  | w  |
| Punten    | 3 | 6 | 7 | 8 | 8 | 11 | 14 | 15 | 18 | 18 | 19 | 22 | 23 | 26 | 29 | 32 | 35 | 36 | 39 | 42 | 45 | 45 | 48 | 49 | 52 | 53 | 54 | 55 | 58 | 58 | 59 | 60 | 63 | 66 |

### Klassement
|         |    |                      | P  | W  | G  | V  | +  | -  | DS  | Ptn |
| ------- | -- | -------------------- | -- | -- | -- | -- | -- | -- | --- | --- |
| K (CL)  | 1  | Genk                 | 34 | 20 | 12 | 2  | 85 | 43 | +42 | 72  |
| (CL)    | 2  | Club Brugge          | 34 | 22 | 4  | 8  | 74 | 41 | +33 | 70  |
| (UEFA)  | 3  | Anderlecht           | 34 | 18 | 12 | 4  | 71 | 37 | +34 | 66  |
|         | 4  | AA Gent              | 34 | 16 | 10 | 8  | 62 | 51 | +11 | 58  |
|         | 5  | Standard Luik        | 34 | 15 | 12 | 7  | 57 | 38 | +19 | 57  |
| (beker) | 6  | Excelsior Moeskroen  | 34 | 17 | 5  | 12 | 68 | 40 | +28 | 56  |
|         | 7  | Sporting Lokeren SNW | 34 | 15 | 10 | 9  | 43 | 33 | +10 | 55  |
|         | 8  | Sint-Truiden         | 34 | 16 | 5  | 13 | 52 | 47 | +5  | 53  |
|         | 9  | Germinal Beerschot   | 34 | 11 | 16 | 7  | 68 | 51 | +17 | 49  |
| D       | 10 | Molenbeek            | 34 | 13 | 5  | 16 | 50 | 59 | −9  | 44  |
|         | 11 | La Louvière          | 34 | 12 | 8  | 14 | 41 | 52 | −11 | 44  |
|         | 12 | Charleroi            | 34 | 11 | 6  | 17 | 40 | 63 | −23 | 39  |
|         | 13 | Lommel               | 34 | 10 | 9  | 15 | 54 | 66 | −12 | 39  |
|         | 14 | Westerlo             | 34 | 9  | 9  | 16 | 49 | 61 | −12 | 36  |
|         | 15 | Lierse               | 34 | 9  | 8  | 17 | 45 | 55 | −10 | 35  |
|         | 16 | Antwerp              | 34 | 7  | 10 | 17 | 47 | 67 | −20 | 31  |
| D       | 17 | Eendracht Aalst      | 34 | 4  | 9  | 21 | 32 | 73 | −41 | 21  |
|         | 18 | Beveren              | 34 | 2  | 8  | 24 | 30 | 91 | −61 | 14  |

P: wedstrijden gespeeld, W: wedstrijden gewonnen, G: gelijke spelen, V: wedstrijden verloren, +: gescoorde doelpunten, -: doelpunten tegen, DS: doelsaldo, Ptn: totaal punten
K: kampioen, D: degradeert, (beker): bekerwinnaar, (CL): geplaatst voor Champions League, (UEFA): geplaatst voor UEFA-beker

## UEFA Champions League

### Tweede voorronde (heen)
|                                               |                                    |                |                     |                                                                                               |
| 25 juli 2001 Voorrondes UEFA Champions League | RSC Anderlecht                     | 4 – 0          | FC Sheriff Tiraspol | Constant Vanden Stockstadion, Anderlecht Toeschouwers: 21.055 Scheidsrechter: Tomasz Mikulski |
| 25 juli 2001 Voorrondes UEFA Champions League | 17', 80' Crasson 39', 64' De Boeck | Wedstrijdfiche |                     | Constant Vanden Stockstadion, Anderlecht Toeschouwers: 21.055 Scheidsrechter: Tomasz Mikulski |

| Anderlecht | Sheriff Tiraspol |

| Anderlecht (4–3–1–2): |    |                   |     |
|                       |    |                   |     |
| GK                    | 1  | Filip De Wilde    |     |
| RB                    | 16 | Bertrand Crasson  |     |
| CB                    | 12 | Olivier Doll      |     |
| CB                    | 5  | Glen De Boeck     |     |
| LB                    | 2  | Aleksandar Ilić   |     |
| CM                    | 4  | Yves Vanderhaeghe |     |
| DM                    | 15 | Besnik Hasi       |     |
| CM                    | 10 | Walter Baseggio   | 54' |
| AM                    | 11 | Alin Stoica       | 63' |
| RF                    | 22 | Oleh Jasjtsjoek   |     |
| LF                    | 26 | Aruna Dindane     | 76' |
| Wisselspelers:        |    |                   |     |
|                       |    |                   |     |
| MF                    | 7  | Tarek El Said     | 54' |
| FW                    | 20 | Gilles De Bilde   | 63' |
| FW                    | 19 | Ivica Mornar      | 76' |
| Coach:                |    |                   |     |
| Aimé Anthuenis        |    |                   |     |

| Sheriff Tiraspol (4–4–2): |    |                      |     |
|                           |    |                      |     |
|                           |    |                      |     |
| GK                        | 1  | Oleksandr Bokarev    |     |
| RB                        | 3  | Ihor Charkowszczenko | 54' |
| CB                        | 4  | Joerij Boekel        |     |
| CB                        | 5  | Vazja Tarchnishvili  |     |
| LB                        | 15 | Chidi Odiah          |     |
| RM                        | 23 | Christian Jacob      |     |
| CM                        | 18 | Victor Comleonoc     |     |
| CM                        | 10 | Vadim Boreţ          |     |
| LM                        | 9  | Victor Barisev       | 49' |
| RF                        | 13 | Ruslan Barburoș      | 51' |
| LF                        | 19 | Sergiu Dadu          | 80' |
| Wisselspelers:            |    |                      |     |
|                           |    |                      |     |
| FW                        | 11 | Jevheni Pațula       | 51' |
| FW                        | 22 | Andrij Nesteroek     | 80' |
| Coach:                    |    |                      |     |
| Valeri Vasiljev           |    |                      |     |

### Tweede voorronde (terug)
|                                                  |                     |                |                                   |                                                                             |
| 1 augustus 2001 Voorrondes UEFA Champions League | FC Sheriff Tiraspol | 1 – 2          | RSC Anderlecht                    | Sheriffstadion, Tiraspol Toeschouwers: 4.498 Scheidsrechter: Martin Hansson |
| 1 augustus 2001 Voorrondes UEFA Champions League | 4' Boreț            | Wedstrijdfiche | 28' (pen) Jasjtsjoek 59' De Boeck | Sheriffstadion, Tiraspol Toeschouwers: 4.498 Scheidsrechter: Martin Hansson |

| Sheriff Tiraspol | Anderlecht |

| Sheriff Tiraspol (4–4–2): |    |                      |         |
|                           |    |                      |         |
| GK                        | 1  | Oleksandr Bokarev    |         |
| RB                        | 3  | Ihor Charkowszczenko |         |
| CB                        | 4  | Joerij Boekel        |         |
| CB                        | 5  | Vazja Tarchnishvili  |         |
| LB                        | 15 | Chidi Odiah          | 49'     |
| RM                        | 9  | Victor Barisev       |         |
| CM                        | 18 | Victor Comleonoc     | 67'     |
| CM                        | 10 | Vadim Boreţ          |         |
| LM                        | 14 | Veaceslav Bugneac    | 55'     |
| FW                        | 11 | Jevheni Pațula       | 63'     |
| LF                        | 19 | Sergiu Dadu          |         |
| Wisselspelers:            |    |                      |         |
|                           |    |                      |         |
| MF                        | 16 | Vladimir Tanurcov    | 55' 63' |
| FW                        | 13 | Ruslan Barburoș      | 63'     |
| MF                        | 23 | Chiedu Chukwueke     | 67'     |
| Coach:                    |    |                      |         |
| Valeri Vasiljev           |    |                      |         |

| Anderlecht (4–3–1–2): |    |                   |     |
|                       |    |                   |     |
| GK                    | 1  | Filip De Wilde    |     |
| RB                    | 16 | Bertrand Crasson  | 77' |
| CB                    | 12 | Olivier Doll      |     |
| CB                    | 5  | Glen De Boeck     |     |
| LB                    | 2  | Aleksandar Ilić   |     |
| CM                    | 4  | Yves Vanderhaeghe |     |
| DM                    | 15 | Besnik Hasi       |     |
| CM                    | 10 | Walter Baseggio   | 29' |
| AM                    | 22 | Oleh Jasjtsjoek   |     |
| RF                    | 26 | Aruna Dindane     |     |
| LF                    | 19 | Ivica Mornar      | 73' |
| Wisselspelers:        |    |                   |     |
|                       |    |                   |     |
| MF                    | 7  | Tarek El Said     | 29' |
| FW                    | 20 | Gilles De Bilde   | 73' |
| DF                    | 21 | Emmanuel Pirard   | 77' |
| Coach:                |    |                   |     |
| Aimé Anthuenis        |    |                   |     |

### Derde voorronde (heen)
|                                                  |                            |                |                              |                                                                          |
| 8 augustus 2001 Voorrondes UEFA Champions League | Halmstads BK               | 2 – 3          | RSC Anderlecht               | Örjans vall, Halmstad Toeschouwers: 3.876 Scheidsrechter: Ryszard Wójcik |
| 8 augustus 2001 Voorrondes UEFA Champions League | 13' Svensson 76' Selakovic | Wedstrijdfiche | 56' Seol 66' Hasi 87' Mornar | Örjans vall, Halmstad Toeschouwers: 3.876 Scheidsrechter: Ryszard Wójcik |

| Halmstads | Anderlecht |

| Halmstads (3–4–3): |    |                    |     |
|                    |    |                    |     |
| GK                 | 1  | Håkan Svensson     |     |
| CB                 | 12 | Petter Hansson     |     |
| CB                 | 20 | Michael Svensson   | 34' |
| CB                 | 4  | Tommy Jönsson      |     |
| RWB                | 23 | Emil Jensen        |     |
| CM                 | 11 | Mikael Nilsson     |     |
| CM                 | 3  | Torbjörn Arvidsson |     |
| LWB                | 13 | Fredrik Andersson  |     |
| RW                 | 17 | Stefan Selakovic   |     |
| CF                 | 19 | Robert Andersson   | 81' |
| LW                 | 14 | Samuel Wowoah      |     |
| Wisselspelers:     |    |                    |     |
|                    |    |                    |     |
| DF                 | 18 | Björn Carlsson     | 81' |
| Coach:             |    |                    |     |
| Tom Prahl          |    |                    |     |

| Anderlecht (4–4–2): |    |                   |         |
|                     |    |                   |         |
| GK                  | 1  | Filip De Wilde    |         |
| RB                  | 21 | Emmanuel Pirard   |         |
| CB                  | 16 | Bertrand Crasson  |         |
| CB                  | 5  | Glen De Boeck     | 4'      |
| LB                  | 2  | Aleksandar Ilić   | 34'     |
| RM                  | 14 | Marc Hendrikx     |         |
| CM                  | 15 | Besnik Hasi       |         |
| CM                  | 4  | Yves Vanderhaeghe |         |
| LM                  | 7  | Tarek El Said     | 46'     |
| RF                  | 26 | Aruna Dindane     | 36' 90' |
| LF                  | 18 | Seol Ki-hyeon     | 80'     |
| Wisselspelers:      |    |                   |         |
|                     |    |                   |         |
| FW                  | 22 | Oleh Jasjtsjoek   | 46'     |
| FW                  | 19 | Ivica Mornar      | 80'     |
| FW                  | 20 | Gilles De Bilde   | 90'     |
| Coach:              |    |                   |         |
| Aimé Anthuenis      |    |                   |         |

### Derde voorronde (terug)
|                                                   |                |                |              |                                                                                              |
| 22 augustus 2001 Voorrondes UEFA Champions League | RSC Anderlecht | 1 – 1          | Halmstads BK | Constant Vanden Stockstadion, Anderlecht Toeschouwers: 17.000 Scheidsrechter: Kyros Vassaras |
| 22 augustus 2001 Voorrondes UEFA Champions League | 83' De Boeck   | Wedstrijdfiche | 12' Jönsson  | Constant Vanden Stockstadion, Anderlecht Toeschouwers: 17.000 Scheidsrechter: Kyros Vassaras |

| Anderlecht | Halmstads |

| Anderlecht (4–4–2): |    |                   |         |
|                     |    |                   |         |
| GK                  | 1  | Filip De Wilde    |         |
| RB                  | 21 | Emmanuel Pirard   | 88'     |
| CB                  | 16 | Bertrand Crasson  |         |
| CB                  | 5  | Glen De Boeck     |         |
| LB                  | 2  | Aleksandar Ilić   | 43'     |
| RM                  | 26 | Aruna Dindane     |         |
| CM                  | 15 | Besnik Hasi       |         |
| CM                  | 4  | Yves Vanderhaeghe |         |
| LM                  | 14 | Marc Hendrikx     | 46'     |
| RF                  | 20 | Gilles De Bilde   | 53' 89' |
| LF                  | 18 | Seol Ki-hyeon     | 46'     |
| Wisselspelers:      |    |                   |         |
|                     |    |                   |         |
| MF                  | 7  | Tarek El Said     | 46' 68' |
| FW                  | 19 | Ivica Mornar      | 46'     |
| FW                  | 22 | Oleh Jasjtsjoek   | 89'     |
| Coach:              |    |                   |         |
| Aimé Anthuenis      |    |                   |         |

| Halmstads (3–4–3): |    |                    |         |
|                    |    |                    |         |
| GK                 | 1  | Håkan Svensson     |         |
| CB                 | 12 | Petter Hansson     | 90'     |
| CB                 | 20 | Michael Svensson   | 29' 32' |
| CB                 | 4  | Tommy Jönsson      |         |
| RWB                | 5  | Joel Borgstrand    | 20' 83' |
| CM                 | 11 | Mikael Nilsson     |         |
| CM                 | 3  | Torbjörn Arvidsson |         |
| LWB                | 13 | Fredrik Andersson  | 53'     |
| RW                 | 17 | Stefan Selakovic   |         |
| CF                 | 19 | Robert Andersson   | 35'     |
| LW                 | 14 | Samuel Wowoah      |         |
| Wisselspelers:     |    |                    |         |
|                    |    |                    |         |
| MF                 | 15 | Martin Ekström     | 32'     |
| FW                 | 10 | Henrik Bertilsson  | 83'     |
| Coach:             |    |                    |         |
| Tom Prahl          |    |                    |         |

### Eerste groepsfase, groep A
| Eerste speeldag  |     |                  |
| Lokomotiv Moskou | 1–1 | Anderlecht       |
| AS Roma          | 1–2 | Real Madrid      |
| Tweede speeldag  |     |                  |
| Anderlecht       | 0–0 | AS Roma          |
| Real Madrid      | 4–0 | Lokomotiv Moskou |
| Derde speeldag   |     |                  |
| Real Madrid      | 4–1 | Anderlecht       |
| AS Roma          | 2–1 | Lokomotiv Moskou |
| Vierde speeldag  |     |                  |
| Anderlecht       | 0–2 | Real Madrid      |
| Lokomotiv Moskva | 0–1 | AS Roma          |
| Vijfde speeldag  |     |                  |
| Real Madrid      | 1–1 | AS Roma          |
| Anderlecht       | 1–5 | Lokomotiv Moskou |
| Zesde speeldag   |     |                  |
| Lokomotiv Moskou | 2–0 | Real Madrid      |
| AS Roma          | 1–1 | Anderlecht       |

#### Klassement
| Team                | Ptn | Wed | W | G | V | DV | DT | GD |
| ------------------- | --- | --- | - | - | - | -- | -- | -- |
| 1. Real Madrid      | 13  | 6   | 4 | 1 | 1 | 13 | 5  | +8 |
| 2. AS Roma          | 9   | 6   | 2 | 3 | 1 | 6  | 5  | +1 |
| 3. Lokomotiv Moskou | 7   | 6   | 2 | 1 | 3 | 9  | 9  | 0  |
| 4. RSC Anderlecht   | 3   | 6   | 0 | 3 | 3 | 4  | 13 | −9 |

### Eerste groepsfase speeldag 1
|                                                    |                  |                |                |                                                                        |
| 11 september 2001 Groepsfase UEFA Champions League | Lokomotiv Moskou | 1 – 1          | RSC Anderlecht | VTB Arena, Moskou Toeschouwers: 15.000 Scheidsrechter: Vladimír Hriňák |
| 11 september 2001 Groepsfase UEFA Champions League | 18' Maminov      | Wedstrijdfiche | 15' Hendrikx   | VTB Arena, Moskou Toeschouwers: 15.000 Scheidsrechter: Vladimír Hriňák |

| Lokomotiv Moskou | Anderlecht |

| Lokomotiv Moskou (3–5–2): |    |                      |     |
|                           |    |                      |     |
| GK                        | 1  | Roeslan Nigmatoellin |     |
| SW                        | 5  | Sergej Ignasjevitsj  |     |
| RWB                       | 18 | Milan Obradović      | 51' |
| CB                        | 17 | Dmitri Sennikov      |     |
| CB                        | 6  | Igor Tsjoegajnov     |     |
| LWB                       | 4  | Jakob Lekgetho       |     |
| CM                        | 8  | Vladimir Maminov     |     |
| CM                        | 3  | Joeri Drozdov        |     |
| AM                        | 7  | Marat Izmailov       |     |
| RF                        | 11 | Maksim Boeznikin     | 66' |
| LF                        | 25 | Roeslan Pimenov      | 75' |
| Wisselspelers:            |    |                      |     |
|                           |    |                      |     |
| MF                        | 19 | Nemanja Vučićević    | 66' |
| FW                        | 16 | Zaza Dzjanasjia      | 75' |
| Coach:                    |    |                      |     |
| Joeri Semin               |    |                      |     |

| Anderlecht (4–4–2): |    |                   |     |
|                     |    |                   |     |
|                     |    |                   |     |
| GK                  | 1  | Filip De Wilde    |     |
| RB                  | 21 | Emmanuel Pirard   |     |
| CB                  | 16 | Bertrand Crasson  |     |
| CB                  | 5  | Glen De Boeck     | 17' |
| LB                  | 2  | Aleksandar Ilić   |     |
| RM                  | 26 | Aruna Dindane     | 87' |
| CM                  | 15 | Besnik Hasi       |     |
| CM                  | 4  | Yves Vanderhaeghe |     |
| LM                  | 14 | Marc Hendrikx     |     |
| RF                  | 20 | Gilles De Bilde   | 77' |
| LF                  | 19 | Ivica Mornar      | 90' |
| Wisselspelers:      |    |                   |     |
|                     |    |                   |     |
| MF                  | 11 | Alin Stoica       | 77' |
| FW                  | 18 | Seol Ki-hyeon     | 87' |
| DF                  | 6  | Joris Van Hout    | 90' |
| Coach:              |    |                   |     |
| Aimé Anthuenis      |    |                   |     |

### Eerste groepsfase speeldag 2
|                                                    |                |       |         |                                                                                                 |
| 19 september 2001 Groepsfase UEFA Champions League | RSC Anderlecht | 0 – 0 | AS Roma | Constant Vanden Stockstadion, Anderlecht Toeschouwers: 21.436 Scheidsrechter: Karl-Erik Nilsson |
| 19 september 2001 Groepsfase UEFA Champions League | Wedstrijdfiche |       |         | Constant Vanden Stockstadion, Anderlecht Toeschouwers: 21.436 Scheidsrechter: Karl-Erik Nilsson |

| Anderlecht | Roma |

| Anderlecht (4–3–1–2): |    |                   |         |
|                       |    |                   |         |
| GK                    | 1  | Filip De Wilde    |         |
| RB                    | 16 | Bertrand Crasson  |         |
| CB                    | 6  | Joris Van Hout    | 81'     |
| CB                    | 5  | Glen De Boeck     |         |
| LB                    | 14 | Marc Hendrikx     |         |
| DM                    | 15 | Besnik Hasi       |         |
| DM                    | 10 | Walter Baseggio   | 86'     |
| DM                    | 4  | Yves Vanderhaeghe | 7'      |
| AM                    | 11 | Alin Stoica       | 78'     |
| RF                    | 26 | Aruna Dindane     |         |
| LF                    | 19 | Ivica Mornar      | 39' 67' |
| Wisselspelers:        |    |                   |         |
|                       |    |                   |         |
| FW                    | 20 | Gilles De Bilde   | 67'     |
| FW                    | 9  | Ode Thompson      | 78'     |
| MF                    | 7  | Tarek El Said     | 86'     |
| Coach:                |    |                   |         |
| Aimé Anthuenis        |    |                   |         |

| Roma (5–3–2):  |    |                     |     |
|                |    |                     |     |
|                |    |                     |     |
| GK             | 1  | Francesco Antonioli |     |
| SW             | 19 | Walter Samuel       |     |
| RWB            | 2  | Cafú                | 38' |
| CB             | 15 | Jonathan Zebina     |     |
| CB             | 3  | Zago                | 11' |
| LWB            | 32 | Vincent Candela     |     |
| DM             | 5  | Francisco Lima      |     |
| CM             | 11 | Emerson             |     |
| CM             | 17 | Damiano Tommasi     |     |
| RF             | 10 | Francesco Totti     |     |
| LF             | 20 | Gabriel Batistuta   | 82' |
| Wisselspelers: |    |                     |     |
|                |    |                     |     |
| FW             | 9  | Vincenzo Montella   | 82' |
| Coach:         |    |                     |     |
| Fabio Capello  |    |                     |     |

### Eerste groepsfase speeldag 3
|                                                    |                                      |                |                        |                                                                                    |
| 26 september 2001 Groepsfase UEFA Champions League | Real Madrid                          | 4 – 1          | RSC Anderlecht         | Estadio Santiago Bernabéu, Madrid Toeschouwers: 40.000 Scheidsrechter: Terje Hauge |
| 26 september 2001 Groepsfase UEFA Champions League | 48' Celades 50', 68' Raúl 79' Solari | Wedstrijdfiche | 32' Aruna 88' De Bilde | Estadio Santiago Bernabéu, Madrid Toeschouwers: 40.000 Scheidsrechter: Terje Hauge |

| Real | Anderlecht |

| Real (4–4–2):      |    |                    |     |
|                    |    |                    |     |
| GK                 | 1  | Iker Casillas      |     |
| RB                 | 2  | Michel Salgado     | 69' |
| CB                 | 4  | Fernando Hierro    |     |
| CB                 | 18 | Aitor Karanka      |     |
| LB                 | 3  | Roberto Carlos     |     |
| RM                 | 10 | Luís Figo          |     |
| CM                 | 20 | Albert Celades     |     |
| CM                 | 24 | Claude Makélélé    | 80' |
| LM                 | 21 | Santiago Solari    |     |
| RF                 | 23 | Pedro Munitis      | 71' |
| LF                 | 7  | Raúl               |     |
| Wisselspelers:     |    |                    |     |
|                    |    |                    |     |
| DF                 | 15 | Geremi             | 69' |
| FW                 | 9  | Fernando Morientes | 71' |
| MF                 | 19 | Elvir Baljić       | 80' |
| Coach:             |    |                    |     |
| Vicente del Bosque |    |                    |     |

| Anderlecht (4–4–1–1): |    |                   |     |
|                       |    |                   |     |
|                       |    |                   |     |
| GK                    | 1  | Filip De Wilde    |     |
| RB                    | 16 | Bertrand Crasson  |     |
| CB                    | 6  | Joris Van Hout    |     |
| CB                    | 5  | Glen De Boeck     | 18' |
| LB                    | 2  | Aleksandar Ilić   |     |
| RM                    | 15 | Besnik Hasi       | 58' |
| CM                    | 10 | Walter Baseggio   | 66' |
| CM                    | 4  | Yves Vanderhaeghe | 43' |
| LM                    | 14 | Marc Hendrikx     |     |
| AM                    | 11 | Alin Stoica       | 71' |
| CF                    | 26 | Aruna Dindane     |     |
| Wisselspelers:        |    |                   |     |
|                       |    |                   |     |
| FW                    | 20 | Gilles De Bilde   | 58' |
| MF                    | 7  | Tarek El Said     | 66' |
| FW                    | 9  | Ode Thompson      | 71' |
| Coach:                |    |                   |     |
| Aimé Anthuenis        |    |                   |     |

### Eerste groepsfase speeldag 4
|                                                  |                |                |                                  |                                                                                                |
| 16 oktober 2001 Groepsfase UEFA Champions League | RSC Anderlecht | 0 – 2          | Real Madrid                      | Constant Vanden Stockstadion, Anderlecht Toeschouwers: 22.000 Scheidsrechter: Knud Erik Fisker |
| 16 oktober 2001 Groepsfase UEFA Champions League |                | Wedstrijdfiche | 19' Roberto Carlos 35' McManaman | Constant Vanden Stockstadion, Anderlecht Toeschouwers: 22.000 Scheidsrechter: Knud Erik Fisker |

| Anderlecht | Real |

| Anderlecht (5–3–2): |    |                   |     |
|                     |    |                   |     |
| GK                  | 1  | Filip De Wilde    |     |
| SW                  | 15 | Besnik Hasi       |     |
| RWB                 | 16 | Bertrand Crasson  | 55' |
| CB                  | 34 | Lamine Traoré     |     |
| CB                  | 2  | Aleksandar Ilić   |     |
| LWB                 | 14 | Marc Hendrikx     |     |
| DM                  | 4  | Yves Vanderhaeghe |     |
| CM                  | 22 | Oleh Jasjtsjoek   | 79' |
| CM                  | 10 | Walter Baseggio   | 46' |
| RF                  | 19 | Ivica Mornar      |     |
| LF                  | 26 | Aruna Dindane     | 47' |
| Wisselspelers:      |    |                   |     |
|                     |    |                   |     |
| MF                  | 7  | Tarek El Said     | 46' |
| FW                  | 9  | Ode Thompson      | 79' |
| Coach:              |    |                   |     |
| Aimé Anthuenis      |    |                   |     |

| Real (4–2–3–1):    |    |                    |     |
|                    |    |                    |     |
| GK                 | 13 | César Sánchez      |     |
| RB                 | 2  | Michel Salgado     |     |
| CB                 | 4  | Fernando Hierro    | 60' |
| CB                 | 22 | Francisco Pavón    |     |
| LB                 | 3  | Roberto Carlos     |     |
| CM                 | 20 | Albert Celades     |     |
| CM                 | 24 | Claude Makélélé    |     |
| RM                 | 10 | Luís Figo          |     |
| AM                 | 14 | Guti               | 77' |
| LM                 | 8  | Steve McManaman    | 70' |
| CF                 | 7  | Raúl               |     |
| Wisselspelers:     |    |                    |     |
|                    |    |                    |     |
| DF                 | 33 | Rubén González     | 60' |
| MF                 | 11 | Sávio              | 70' |
| FW                 | 9  | Fernando Morientes | 77' |
| Coach:             |    |                    |     |
| Vicente del Bosque |    |                    |     |

### Eerste groepsfase speeldag 5
|                                                  |                |                |                                                          |                                                                                            |
| 24 oktober 2001 Groepsfase UEFA Champions League | RSC Anderlecht | 1 – 5          | Lokomotiv Moskou                                         | Constant Vanden Stockstadion, Anderlecht Toeschouwers: 22.502 Scheidsrechter: Mike McCurry |
| 24 oktober 2001 Groepsfase UEFA Champions League | 3' Ilić        | Wedstrijdfiche | 12' Izmailov 28' Sennikov 58' Pimenov 63', 69' Boeznikin | Constant Vanden Stockstadion, Anderlecht Toeschouwers: 22.502 Scheidsrechter: Mike McCurry |

| Anderlecht | Lokomotiv Moskou |

| Anderlecht (4–4–2): |    |                   |     |
|                     |    |                   |     |
| GK                  | 1  | Filip De Wilde    |     |
| RB                  | 16 | Bertrand Crasson  |     |
| CB                  | 5  | Glen De Boeck     |     |
| CB                  | 2  | Aleksandar Ilić   |     |
| LB                  | 14 | Marc Hendrikx     |     |
| RM                  | 26 | Aruna Dindane     | 62' |
| CM                  | 15 | Besnik Hasi       |     |
| CM                  | 4  | Yves Vanderhaeghe |     |
| LM                  | 7  | Tarek El Said     | 46' |
| RF                  | 22 | Oleh Jasjtsjoek   |     |
| LF                  | 19 | Ivica Mornar      |     |
| Wisselspelers:      |    |                   |     |
|                     |    |                   |     |
| FW                  | 20 | Gilles De Bilde   | 46' |
| FW                  | 8  | Nenad Jestrović   | 62' |
| Coach:              |    |                   |     |
| Aimé Anthuenis      |    |                   |     |

| Lokomotiv Moskou (4–2–3–1): |    |                      |         |
|                             |    |                      |         |
|                             |    |                      |         |
| GK                          | 1  | Roeslan Nigmatoellin |         |
| RB                          | 17 | Dmitri Sennikov      |         |
| CB                          | 6  | Igor Tsjoegajnov     |         |
| CB                          | 14 | Igor Tsjerevtsjenko  | 25'     |
| LB                          | 4  | Jakob Lekgetho       | 27' 84' |
| CM                          | 8  | Vladimir Maminov     |         |
| CM                          | 5  | Sergej Ignasjevitsj  |         |
| RM                          | 25 | Roeslan Pimenov      | 76'     |
| AM                          | 10 | Dmitri Loskov        |         |
| LM                          | 7  | Marat Izmailov       |         |
| CF                          | 9  | James Obiorah        | 55'     |
| Wisselspelers:              |    |                      |         |
|                             |    |                      |         |
| FW                          | 11 | Maksim Boeznikin     | 55'     |
| MF                          | 3  | Joeri Drozdov        | 76'     |
| DF                          | 2  | Gennadi Nizjegorodov | 84'     |
| Coach:                      |    |                      |         |
| Joeri Semin                 |    |                      |         |

### Eerste groepsfase speeldag 6
|                                                  |                |                |                |                                                                        |
| 30 oktober 2001 Groepsfase UEFA Champions League | AS Roma        | 1 – 1          | RSC Anderlecht | Stadio Olimpico, Rome Toeschouwers: 28.157 Scheidsrechter: Éric Poulat |
| 30 oktober 2001 Groepsfase UEFA Champions League | 52' Delvecchio | Wedstrijdfiche | 11' Mornar     | Stadio Olimpico, Rome Toeschouwers: 28.157 Scheidsrechter: Éric Poulat |

| Roma | Anderlecht |

| Roma (5–3–2):  |    |                     |     |
|                |    |                     |     |
| GK             | 80 | Ivan Pelizzoli      |     |
| SW             | 19 | Walter Samuel       |     |
| RWB            | 2  | Cafú                |     |
| CB             | 29 | Sebastiano Siviglia |     |
| CB             | 6  | Aldair              |     |
| LWB            | 25 | Gianni Guigou       |     |
| DM             | 8  | Marcos Assunção     |     |
| CM             | 23 | Ivan Tomić          | 70' |
| CM             | 11 | Emerson             |     |
| RF             | 24 | Marco Delvecchio    |     |
| LF             | 18 | Antonio Cassano     | 75' |
| Wisselspelers: |    |                     |     |
|                |    |                     |     |
| MF             | 27 | Daniele De Rossi    | 70' |
| FW             | 16 | Abel Balbo          | 75' |
| Coach:         |    |                     |     |
| Fabio Capello  |    |                     |     |

| Anderlecht (4–4–2 vlak): |    |                   |     |
|                          |    |                   |     |
| GK                       | 1  | Filip De Wilde    |     |
| RB                       | 16 | Bertrand Crasson  | 46' |
| CB                       | 34 | Lamine Traoré     |     |
| CB                       | 5  | Glen De Boeck     |     |
| LB                       | 2  | Aleksandar Ilić   |     |
| RM                       | 11 | Alin Stoica       |     |
| CM                       | 10 | Walter Baseggio   |     |
| CM                       | 4  | Yves Vanderhaeghe |     |
| LM                       | 14 | Marc Hendrikx     | 46' |
| RF                       | 22 | Oleh Jasjtsjoek   |     |
| LF                       | 19 | Ivica Mornar      | 78' |
| Wisselspelers:           |    |                   |     |
|                          |    |                   |     |
| DF                       | 6  | Joris Van Hout    | 46' |
| MF                       | 3  | Davy Oyen         | 46' |
| FW                       | 8  | Nenad Jestrović   | 78' |
| Coach:                   |    |                   |     |
| Aimé Anthuenis           |    |                   |     |

#### Eindstand
| Team                | Ptn | Wed | W | G | V | DV | DT | GD |
| ------------------- | --- | --- | - | - | - | -- | -- | -- |
| 1. Real Madrid      | 13  | 6   | 4 | 1 | 1 | 13 | 5  | +8 |
| 2. AS Roma          | 9   | 6   | 2 | 3 | 1 | 6  | 5  | +1 |
| 3. Lokomotiv Moskou | 7   | 6   | 2 | 1 | 3 | 9  | 9  | 0  |
| 4. RSC Anderlecht   | 3   | 6   | 0 | 3 | 3 | 4  | 13 | −9 |

## Beker van België

### Laatste 32
| Datum      | Uur   | Wedstrijd      | Wedstrijd | Wedstrijd        | Uitslag |
| ---------- | ----- | -------------- | --------- | ---------------- | ------- |
| 17.11.2001 | 20:00 | RSC Anderlecht | -         | Sporting Lokeren | 3-4     |

### Laatste 16
|  | 1/8e finale | 1/8e finale                 | 1/8e finale         |     |                     | kwartfinale | kwartfinale         | kwartfinale |  |  | halve finale | halve finale | halve finale |   |  | finale | finale | finale |
|  |             |                             |                     |     |                     |             |                     |             |  |  |              |              |              |   |  |        |        |        |
|  |             | R. Antwerp FC               | 1 (3)               |     |                     |             |                     |             |  |  |              |              |              |   |  |        |        |        |
|  |             | Club Brugge                 | 1 (4)               |     |                     |             |                     |             |  |  |              |              |              |   |  |        |        |        |
|  |             | Club Brugge                 | 1 (4)               |     | Club Brugge         | 1           |                     |             |  |  |              |              |              |   |  |        |        |        |
|  |             |                             |                     |     | Club Brugge         | 1           |                     |             |  |  |              |              |              |   |  |        |        |        |
|  |             |                             | SK Beveren          | 0   |                     |             |                     |             |  |  |              |              |              |   |  |        |        |        |
|  |             | KFC Turnhout                | SK Beveren          | 0   | 2                   |             |                     |             |  |  |              |              |              |   |  |        |        |        |
|  |             |                             |                     |     | 2                   |             |                     |             |  |  |              |              |              |   |  |        |        |        |
|  |             | SK Beveren                  | 3                   |     |                     |             |                     |             |  |  |              |              |              |   |  |        |        |        |
|  |             |                             |                     |     |                     |             | Club Brugge         | 3           |  |  |              |              |              |   |  |        |        |        |
|  |             |                             |                     |     |                     |             |                     |             |  |  |              |              |              |   |  |        |        |        |
|  |             |                             | KSC Lokeren         | 0   |                     |             |                     |             |  |  |              |              |              |   |  |        |        |        |
|  |             | La Louvière                 | KSC Lokeren         | 0   | 2                   |             |                     |             |  |  |              |              |              |   |  |        |        |        |
|  |             |                             |                     |     | 2                   |             |                     |             |  |  |              |              |              |   |  |        |        |        |
|  |             | AFC Tubize                  | 1                   |     |                     |             |                     |             |  |  |              |              |              |   |  |        |        |        |
|  |             | AFC Tubize                  | 1                   |     | La Louvière         | 0           |                     |             |  |  |              |              |              |   |  |        |        |        |
|  |             |                             |                     |     | La Louvière         | 0           |                     |             |  |  |              |              |              |   |  |        |        |        |
|  |             |                             | KSC Lokeren         | 2   |                     |             |                     |             |  |  |              |              |              |   |  |        |        |        |
|  |             | KSC Lokeren                 | KSC Lokeren         | 2   | 1                   |             |                     |             |  |  |              |              |              |   |  |        |        |        |
|  |             |                             |                     |     | 1                   |             |                     |             |  |  |              |              |              |   |  |        |        |        |
|  |             | Zwarte Duivels Oud-Heverlee | 0                   |     |                     |             |                     |             |  |  |              |              |              |   |  |        |        |        |
|  |             |                             |                     |     |                     |             |                     |             |  |  |              |              | Club Brugge  | 3 |  |        |        |        |
|  |             |                             |                     |     |                     |             |                     |             |  |  |              |              |              | 3 |  |        |        |        |
|  |             |                             | Excelsior Moeskroen | 1   |                     |             |                     |             |  |  |              |              |              |   |  |        |        |        |
|  |             | Excelsior Moeskroen         | Excelsior Moeskroen | 1   | 4                   |             |                     |             |  |  |              |              |              |   |  |        |        |        |
|  |             | Excelsior Moeskroen         |                     |     | 4                   |             |                     |             |  |  |              |              |              |   |  |        |        |        |
|  |             | RWDM                        | 0                   |     |                     |             |                     |             |  |  |              |              |              |   |  |        |        |        |
|  |             | RWDM                        | 0                   |     | Excelsior Moeskroen | 5           |                     |             |  |  |              |              |              |   |  |        |        |        |
|  |             |                             |                     |     | Excelsior Moeskroen | 5           |                     |             |  |  |              |              |              |   |  |        |        |        |
|  |             |                             | KRC Genk            | 2   |                     |             |                     |             |  |  |              |              |              |   |  |        |        |        |
|  |             | KRC Genk                    | KRC Genk            | 2   | 2                   |             |                     |             |  |  |              |              |              |   |  |        |        |        |
|  |             |                             |                     |     | 2                   |             |                     |             |  |  |              |              |              |   |  |        |        |        |
|  |             | KVC Westerlo                | 1                   |     |                     |             |                     |             |  |  |              |              |              |   |  |        |        |        |
|  |             |                             |                     |     |                     |             | Excelsior Moeskroen | 3 2         |  |  |              |              |              |   |  |        |        |        |
|  |             |                             |                     |     |                     |             |                     |             |  |  |              |              |              |   |  |        |        |        |
|  |             |                             | Sint-Truiden VV     | 0 2 |                     |             |                     |             |  |  |              |              |              |   |  |        |        |        |
|  |             | Lierse SK                   | Sint-Truiden VV     | 0 2 | 2                   |             |                     |             |  |  |              |              |              |   |  |        |        |        |
|  |             | Lierse SK                   |                     |     | 2                   |             |                     |             |  |  |              |              |              |   |  |        |        |        |
|  |             | Eendracht Aalst             | 0                   |     |                     |             |                     |             |  |  |              |              |              |   |  |        |        |        |
|  |             | Eendracht Aalst             | 0                   |     | Lierse SK           | 0           |                     |             |  |  |              |              |              |   |  |        |        |        |
|  |             |                             |                     |     | Lierse SK           | 0           |                     |             |  |  |              |              |              |   |  |        |        |        |
|  |             |                             | Sint-Truiden VV     | 2   |                     |             |                     |             |  |  |              |              |              |   |  |        |        |        |
|  |             | Germinal Beerschot          | Sint-Truiden VV     | 2   | 0                   |             |                     |             |  |  |              |              |              |   |  |        |        |        |
|  |             | Germinal Beerschot          |                     |     | 0                   |             |                     |             |  |  |              |              |              |   |  |        |        |        |
|  |             | Sint-Truiden VV             | 1                   |     |                     |             |                     |             |  |  |              |              |              |   |  |        |        |        |

## Afbeeldingen

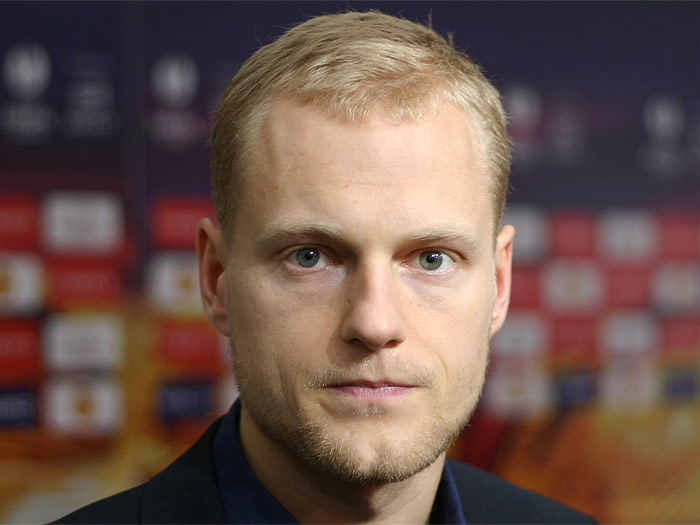
Olivier Deschacht (verdediger)
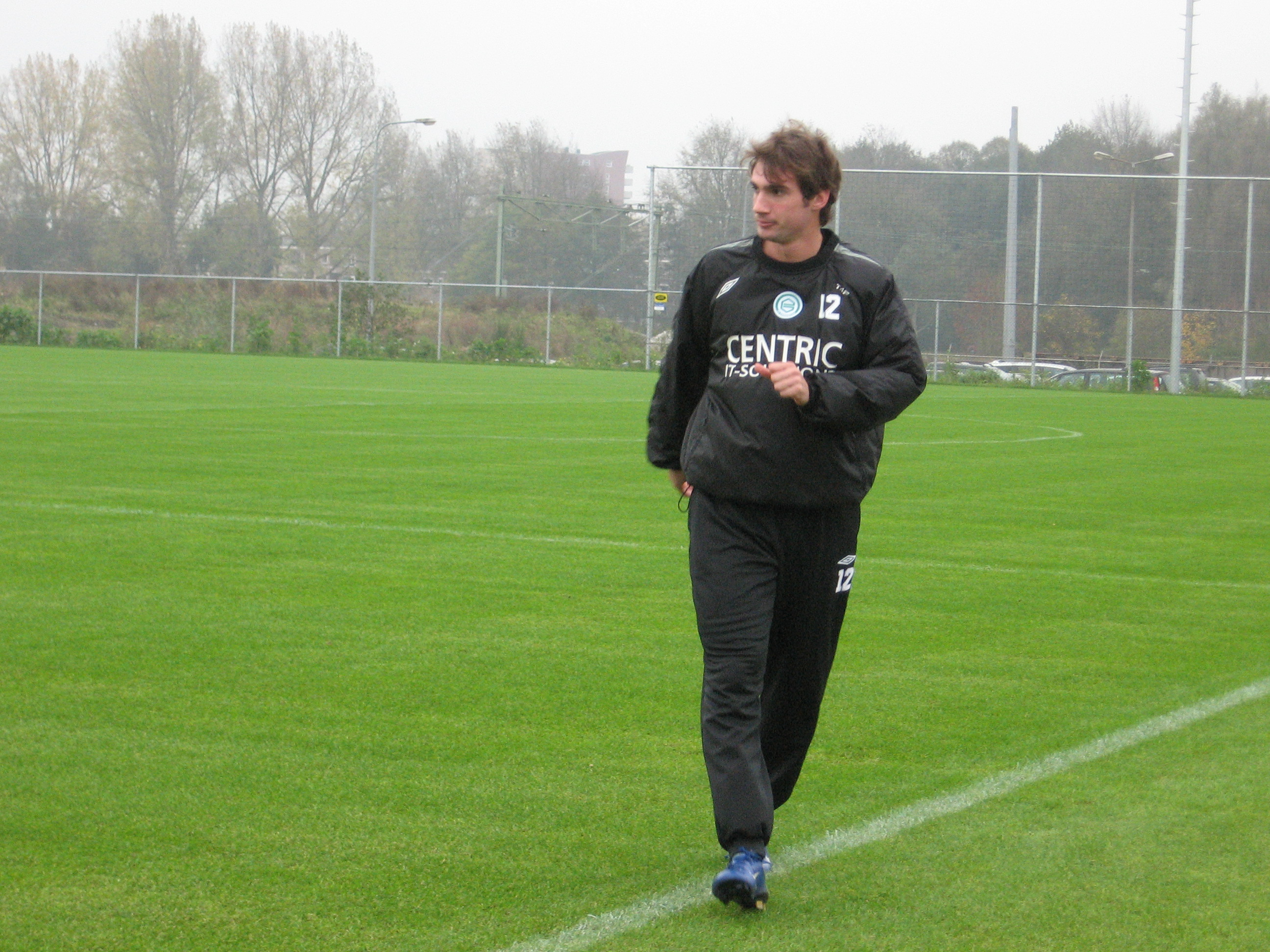
Goran Lovre (middenvelder)
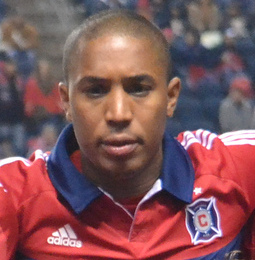
/ Sherjill Mac-Donald (aanvaller)
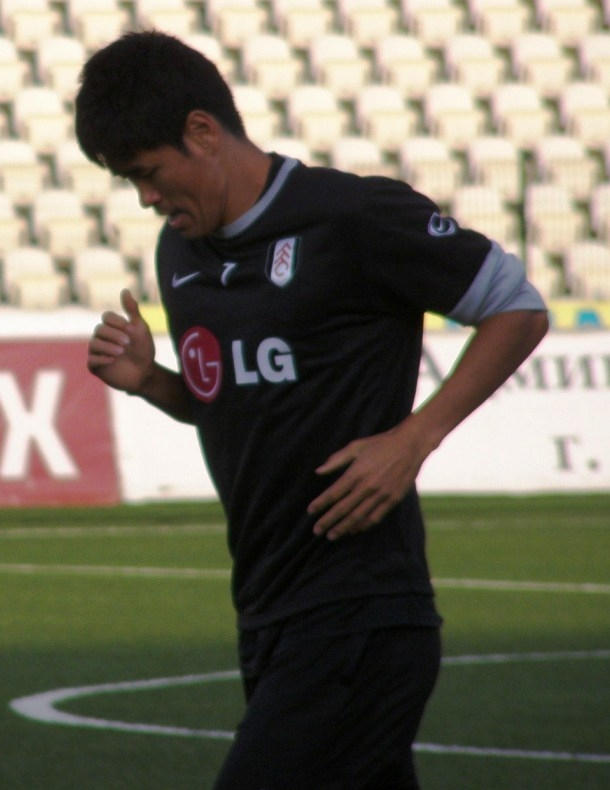
Seol Ki-Hyeon (aanvaller)
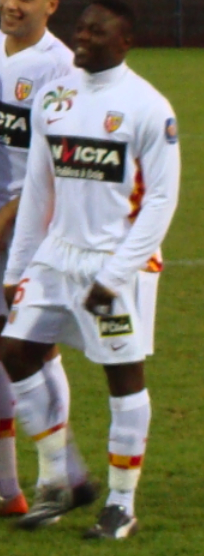
Aruna Dindane (aanvaller)